# La Chapelle-Urée
La Chapelle-Urée ist eine französische Gemeinde mit 171 Einwohnern (Stand: 1. Januar 2022) im Département Manche in der Region Normandie. Sie gehört zum Arrondissement Avranches und zum Kanton Isigny-le-Buat. 
Sie grenzt im Nordwesten an Le Grand-Celland, im Nordosten und im Osten an Reffuveille und im Süden und im Westen an Isigny-le-Buat.

## Bevölkerungsentwicklung
| Jahr      | 1962 | 1968 | 1975 | 1982 | 1990 | 1999 | 2008 | 2018 |
| --------- | ---- | ---- | ---- | ---- | ---- | ---- | ---- | ---- |
| Einwohner | 243  | 218  | 208  | 181  | 169  | 122  | 128  | 162  |

## Sehenswürdigkeiten

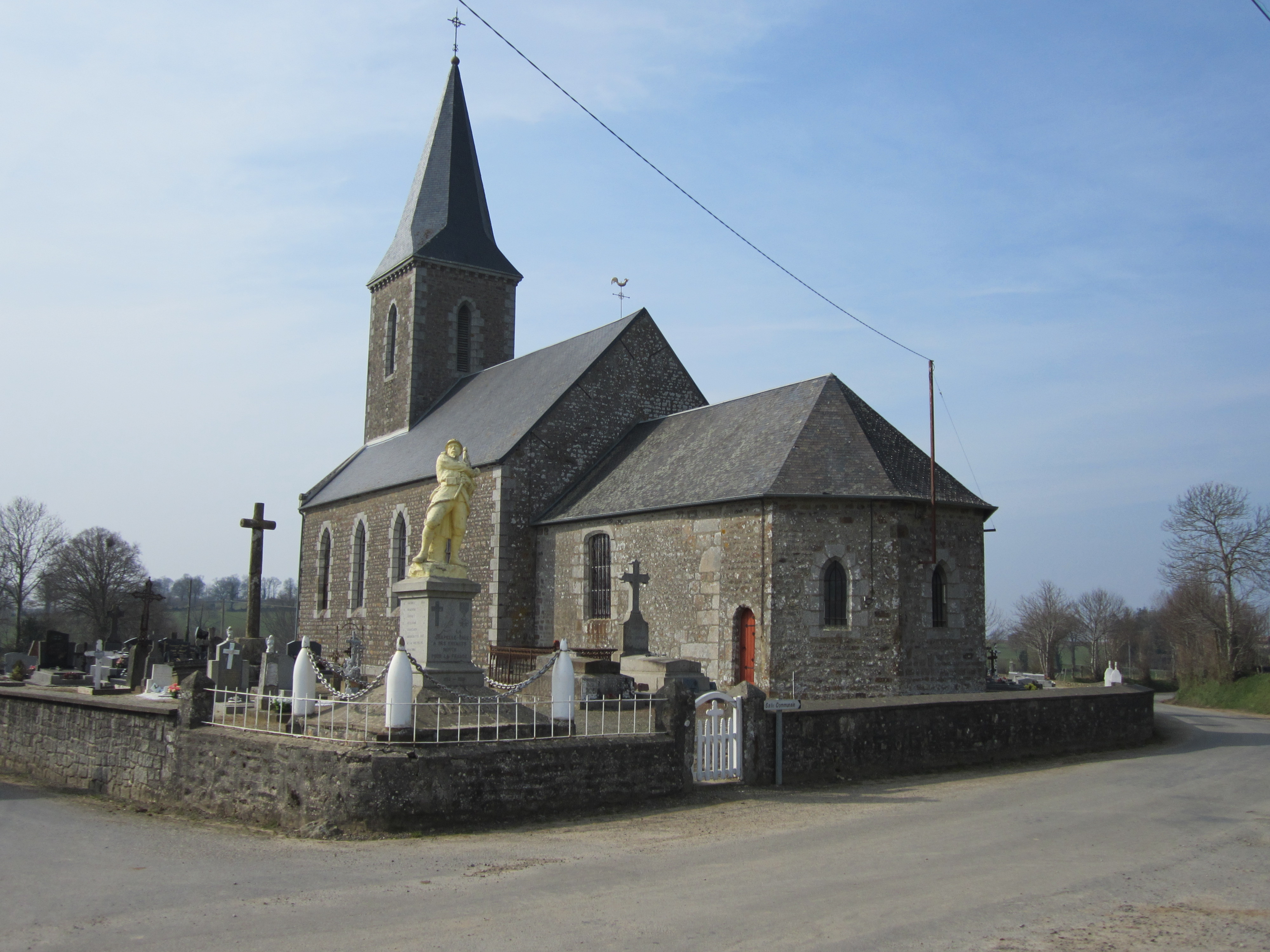
Kirche Notre-Dame

- Kirche Notre-Dame-de-l’Assomption